# Большие Гривы (Нижегородская область)
Большие Гривы —  деревня в Сосновском районе Нижегородской области. Входит в состав  Елизаровского сельсовета

## География
Находится на расстоянии приблизительно 6 километров по прямой на запад от поселка Сосновское (Сосновский район), административного центра района.

## Население
Постоянное население составляло 114 человек (русские 100%) в 2002 году, 94 в 2010.